# Faida di Lamezia Terme
La faida di Lamezia Terme è una guerra di tra 'ndrine che ha preso il via a Lamezia Terme all'inizio degli anni 2000 e si trascinata fino al 2011 (anche se ci sono state sospensioni temporali della guerra nel corso degli anni). Le 'ndrine contrapposte: i Torcasio-Cerra -Gualtieri da una parte e i Iannazzo-Giampà Cannizzaro-Daponte

## Storia
La faida scoppiò per una spaccatura tra il gruppo Torcasio-Cerra e quello degli Iannazzo-Giampà (cosche principali di Lamezia Terme) un tempo alleati, al fine di controllare le varie attività illecite della città (il traffico di droga, le estorsioni, il controllo degli appalti pubblici, l'usura, tutte attività che in una grossa realtà come Lamezia Terme, che è la terza città calabrese, fanno ricavare tanto potere economico e sociale alle 'ndrine).
Fin dall'inizio della faida il gruppo dei Cerra-Torcasio era considerato dominante in città come sosteneva la relazione della commissione antimafia nel 2008 ma questo potere fu messo in discussione dal gruppo Iannazzo-Giampà, un'organizzazione potente anche economicamente. I Torcasio dopo tanti anni di faida hanno subito pesanti perdite tanto che oggi sono considerati il clan perdente.

## Lo scioglimento del consiglio comunale di Lamezia Terme

### 1991
Il consiglio comunale di Lamezia Terme viene sciolto per mafia per ben due volte. 
La prima volta, nel 1991 in base alla legge contro le infiltrazioni mafiose negli enti locali, la commissione d'accesso agli atti, incaricata di effettuare le indagini, riscontrò la penetrazione della 'ndrangheta nell'ente locale in particolare 7 consiglieri comunali erano diretta espressione dei clan cittadini (tra gli altri i Giampà, i Iannazzo, i Torcasio) infatti sedeva nel civico consesso Domenico Giampà fratello di Pasquale Giampà ritenuto dagli inquirenti presunto elemento di spicco della malavita lametina. Inoltre (sostiene ancora la relazione del ministero dell'interno) si ritiene che detto consigliere possa essere affiliato al clan mafioso Giampà-Cerra.

### 2002
Il consiglio comunale venne sciolto la seconda volta durante la faida nel 2002, infatti la relazione del ministro dell'interno dichiara: "Il livello di gravità della condizione locale è dato dalla presenza sul territorio di tre agguerrite cosche mafiose, frutto di scissioni e di nuove alleanze, dedite all'attività estorsiva, al traffico di sostanze stupefacenti e di armi ed alla infiltrazione nell'imprenditoria locale e negli appalti pubblici. La guerra di mafia apertasi tra le suddette cosche ha fatto registrare in un breve periodo (settembre 2000 - luglio 2002) ben sedici distinti episodi di agguato di stampo mafioso, caratterizzati da particolare efferatezza e spregiudicatezza di esecuzione, con quindici omicidi e sette ferimenti gravi. Il contesto così degradato, unitamente all'emergere di specifiche situazioni abbisognevoli di approfondimento, ha motivato l'esigenza di una preventiva analisi dei rischi di esposizioni ad interferenze criminali, anche in relazione alla realizzazione di grandi opere infrastrutturali già
programmate".
Al termine delle indagini effettuate dalla commissione d'accesso agli atti presso il comune di Lamezia Terme verranno riscontrate vari elementi a supporto dell'ipotesi di infiltrazione mafiosa nell'ente locale tra cui come dichiara ancora la relazione del ministero dell'interno: "Il quadro ambientale emerso dagli accertamenti risulta caratterizzato dagli stretti rapporti di parentela di due consiglieri comunali in carica con altrettanti elementi del disciolto consiglio, a suo tempo indicati nel provvedimento di rigore come gravitanti negli ambienti mafiosi e rinviati a giudizio nel 1995 per il delitto di cui all'art. 416-bis del c.p.; altro consigliere, già facente parte del disciolto consiglio ed indicato nel provvedimento di rigore quale beneficiario di voto di scambio in occasione delle elezioni del 1991, è entrato in consiglio nel luglio 2002. 
Rapporti di parentela e affinità con personaggi appartenenti o vicini alla criminalità organizzata sono riconducibili ad altri quattro consiglieri, eletti nelle recenti consultazioni. Concorre a delineare la particolare situazione dell'amministrazione il prossimo ingresso in consiglio comunale di un soggetto attualmente sottoposto a custodia cautelare in carcere per il reato di usura. Il medesimo, già agli arresti domiciliari, si è vista respinta il 28 settembre 2002 l'istanza di riesame dalla Corte di cassazione la quale ha specificatamente motivato con la incontrovertibile sua pericolosità sociale".

### 2013
Il 26 luglio 2013 si conclude l'operazione Perseo della Polizia di Stato che porta a 65 arresti con le accuse di associazione mafiosa, estorsione, truffa assicurativa e di diversi omicidi in relazione alla faida. Tra gli arrestati figura anche il consigliere provinciale Giampaolo Bevilacqua.

## Gli omicidi
Dall'estate del 2000 al 2011 le persone uccise nel corso della faida sono 53, oltre ai numerosi ferimenti, attentati e danneggiamenti.
- Vincenzo Montilla, 38 anni, è l'omicidio che fa scattare la faida nel 2000.
- Giovanni Torcasio, presunto capoclan e Cristian Materazzo, 22 anni, uccisi il 29 settembre 2000.
- Paolo Cappello, 42 anni, ucciso l'11 novembre 2000.
- Pasquale Izzo e Giuseppe Molinaro, uccisi il 6 dicembre 2000.
- Giovanni Torcasio, detto “u mindico”, capo storico dell'omonimo clan, viene freddato in mezzo alla folla nella centralissima piazza Mercato Vecchio il 23 dicembre 2000.
- Antonio Torcasio, 25 anni, ucciso l'11 gennaio 2001.
- Giuseppe Ariosta, 67 anni, ucciso il 1º febbraio 2001.
- Vincenzo Talarico, 56 anni, viene ammazzato a colpi di lupara al volto, sotto gli occhi terrorizzati del figlio, l'8 marzo 2001.
- Pasquale Giampà, 44 anni, fratello del presunto boss Francesco detto il “professore”, giustiziato con undici colpi di pistola a bordo della sua auto il 22 agosto 2001.
- Giuseppe Chirico, 26 anni, ucciso il 17 settembre 2001.
- Enzo Di Spena, 25 anni, ucciso il 7 novembre 2001.
- L'avvocato Torquato Ciriaco, 55 anni, noto civilista e amministrativista, viene ucciso il 1º marzo 2002 lungo la strada di collegamento con Maida. Un omicidio, affermano gli inquirenti sin dall'inizio, di chiara matrice mafiosa ed oltremodo eccellente (Vittime della 'Ndrangheta).
- Nino Torcasio, di 27 anni, vittima di un agguato nel quale rimane gravemente ferito il fratello Domenico, di 34 anni. Il 30 marzo 2002 i killer incaricati della lugubre missione di sangue e morte avrebbero voluto farlo saltare in aria con una bomba dentro una cesta, ma l'ordigno non esplose. Tornarono dentro e lo uccisero con un colpo di pistola.
- Salvatore Cannizzaro, 57 anni, ucciso il 19 giugno 2002.
- Vincenzo Giampà, 56 anni, altro fratello del “professore”, ucciso il 6 luglio 2002.
- Francesco Grandinetti, 42 anni, manovale e Vincenzo Palaia, 51 anni, venditore ambulante, uccisi il 16 novembre 2002[8].
- Antonio Perri, di 71 anni, viene ucciso all'ingresso di un deposito del centro commerciale "Atlantico" di sua proprietà[9][10][11][12].
- Francesco e Antonio Torcasio, rispettivamente di 45 e 33 anni, uccisi il 3 maggio 2003.
- Antonio Torcasio, 32 anni, sorvegliato speciale, freddato davanti all'ingresso del commissariato di polizia il 23 maggio 2003[13].
- Vincenzo Torcasio, 19 anni, ucciso il 26 luglio 2003.
- Pietro Bucchino, 32 anni, ucciso l'11 ottobre 2003.
- Giuseppe Torcasio di 48 anni, esponente dell'omonimo clan, ucciso il 22 ottobre 2003.
- Domenico Zagami, 26 anni, con precedenti penali per armi ed estorsioni, vicino alla cosca Torcasio, ucciso il 14 agosto 2004.
- Giovanni Gualtieri, freddato con cinque colpi di pistola il 13 novembre 2004. Gualtieri era cognato di Pasquale Torcasio.
- Francesco Zagami, di 28 anni, ucciso il 24 gennaio 2005.
- Antonio Deodato, di 27 anni, ucciso il 6 febbraio 2005.
- Pietro Pulice, 42 anni, ucciso il 1º ottobre 2005.
- Francesco Provenzano, 22 anni, ucciso il 31 marzo 2006.
- Francesco Diano, di 52 anni, già noto alle forze dell'ordine e Santo Raso, di 33 anni, incensurato, uccisi il 12 maggio 2006.
- Giovanni Rotundo, 38 anni, ucciso il 15 giugno 2006.
- Domenico Torchia, di 24 anni, ucciso il 30 luglio 2006.
- Giuseppe Catanzaro, 44 anni, ucciso il 4 agosto 2006.
- Vincenzo Spena e Domenico Vaccaro, ucciso il 26 ottobre 2006.
- Federico Gualtieri, ucciso in un agguato il 27 marzo 2007. L'uomo, secondo quanto riferito dagli investigatori, faceva parte della cosca Cerra-Torcasio-Gualtieri.
- Antonio Longo, imprenditore di Soverato, ucciso il 26 marzo 2008[14][15][16][17][18].
- Gino Benincasa, ex assessore comunale, ucciso il 30 aprile 2008[19][20].
- Bruno Cittadino, di 37 anni, ucciso il 31 luglio 2008.
- Roberto Amendola, 24 anni, il 13 novembre 2008 viene trovato bruciato in un'auto, all'interno di un'autovettura “Y 10” intestata alla madre.
- Nicola Gualtieri, 29 anni, ucciso il 17 dicembre 2010.
- Giuseppe Chirumbolo, 33 anni, ucciso il 31 marzo 2010.
- Giovanni Caputo, 62 anni, ucciso il 9 maggio 2011.
- Vincenzo Torcasio, ucciso il 7 giugno 2011[21].
- Francesco Torcasio, 20 anni, figlio di Vincenzo Torcasio, ucciso il 20 luglio 2011.

## Televisione
Il 5 luglio 2018 va in onda il secondo episodio dal titolo "Lamezia brucia Rocco si ribella" del programma di RAI 1 Cose Nostre sulla Faida di Lamezia Terme e di Rocco Mangiardi.